# 波德博洛季耶农村居民点
波德博洛季耶农村居民点（俄语：Подболотное сельское поселение）是俄罗斯联邦沃洛格达州巴布什基诺区所属的一个农村居民点。其下辖有30个居民点，行政中心为科克沙尔卡。据2015年统计，该农村居民点的人口为1047人。